# Khajura Khurda
Khajura Khurda (nep. खजुरा खुर्दा) – gaun wikas samiti w zachodniej części Nepalu w strefie Bheri w dystrykcie Banke. Według nepalskiego spisu powszechnego z 2001 roku liczył on 917 gospodarstw domowych i 5180 mieszkańców (2519 kobiet i 2661 mężczyzn).